# Деркульський кінний завод
Дерку́льський кінни́й заво́д № 63 — один із найстаріших кінних заводів України, заснований 1765 року поблизу хутора Данилового (нині село Данилівка Біловодського району Луганської області).

## Історія
Палацовий іменний Деркульський кінний завод було створено відповідно до наказу російської імператриці Катерини ІІ від 22 квітня 1765 року.
Для спорудження заводу був вибраний хутір Данилів поблизу річки Деркул. 25 жовтня 1767 року завод було відкрито, почалося із 73 коней. До 1777 року коней налічувалося 469, до 1787 року — близько 900.
До 2010 року завод отримував дотації від держави. 2013 року завод став філією держпідприємства «Конярство України».
Станом на 2021 рік було 150 коней.
На заводі проводилася селекційна робота, тут вивели українську верхову породу коней.

## Комплекс споруд
Комплекс споруд Деркульського кінного заводу є пам'яткою архітектури, історії та науки і техніки національного значення з охоронним номером 120011-Н.
До комплексу пам'ятки входять:
- Центральні стайні Деркульського кінного заводу;
- «Японський» манеж Деркульського кінного заводу;
- Будинок контори Деркульського кінного заводу.

### Центральні стайні
Зведені наприкінці XVII — на початку XIX століття.

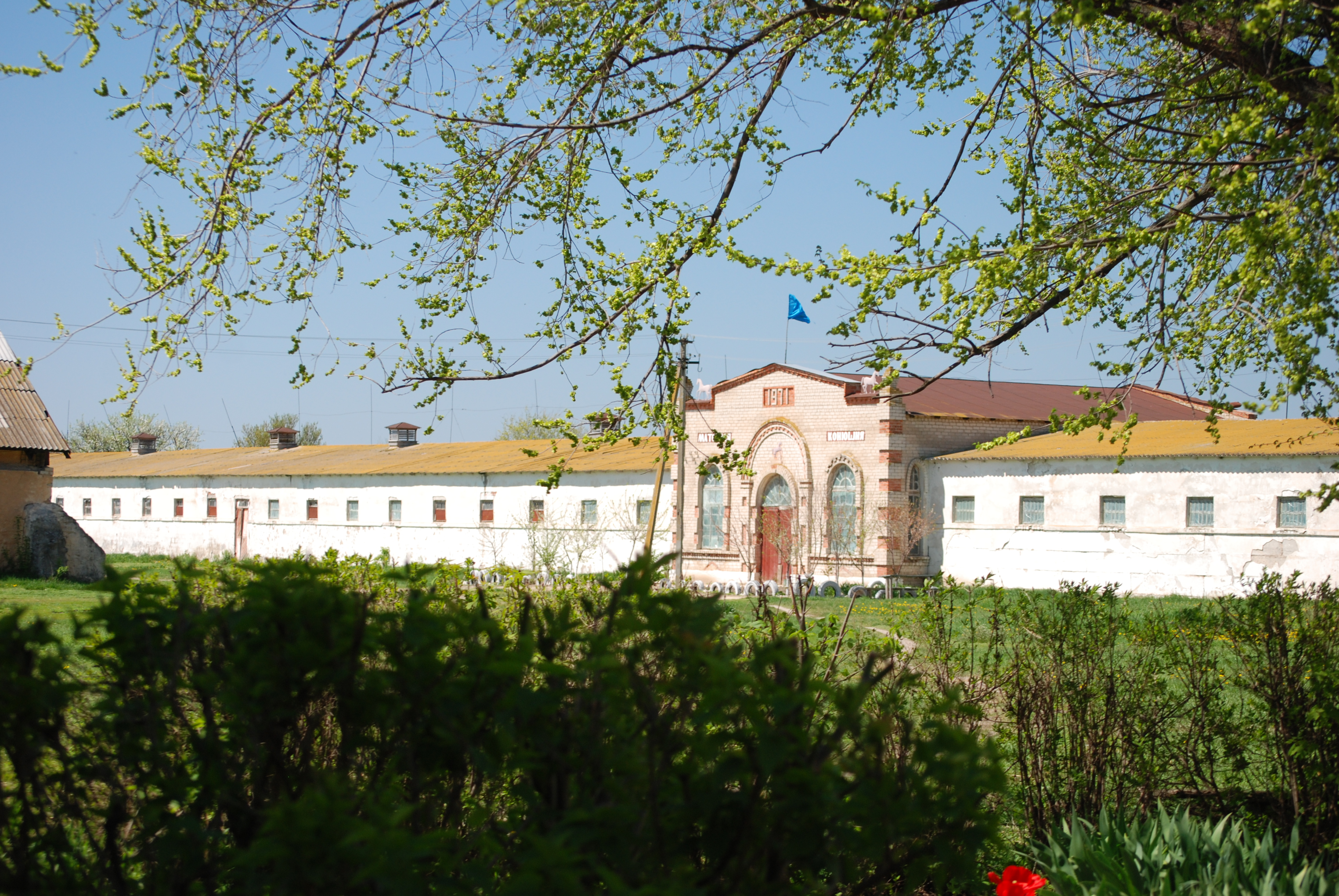
2010 рік
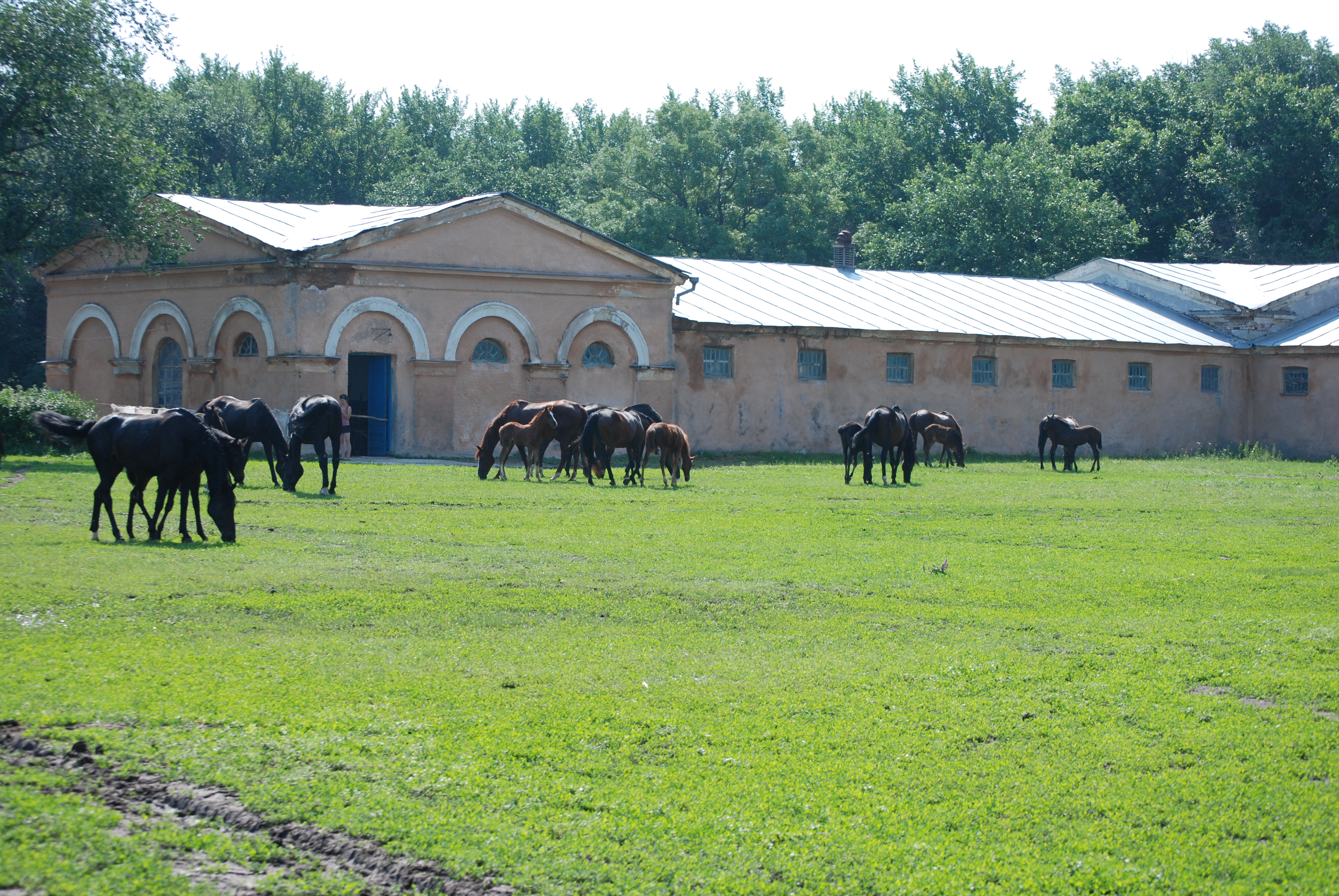
2011 рік
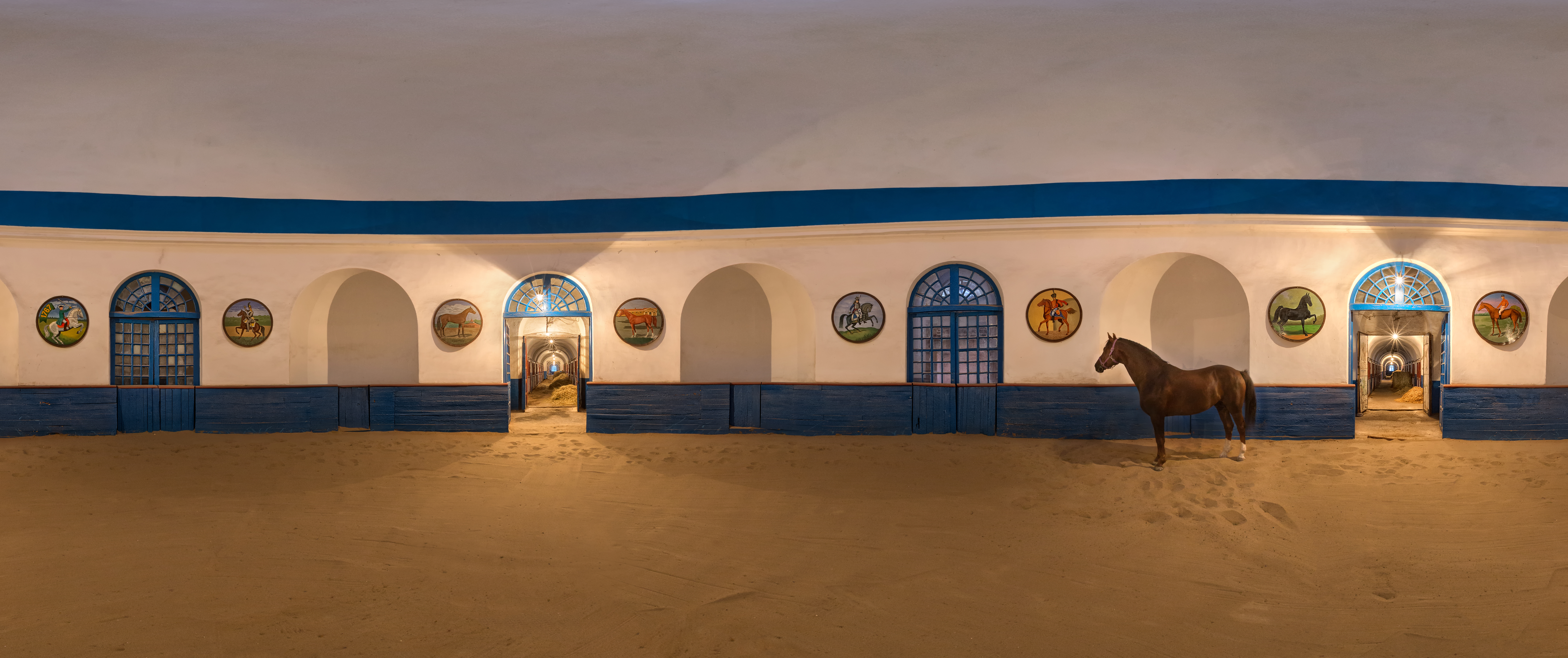
2018 рік
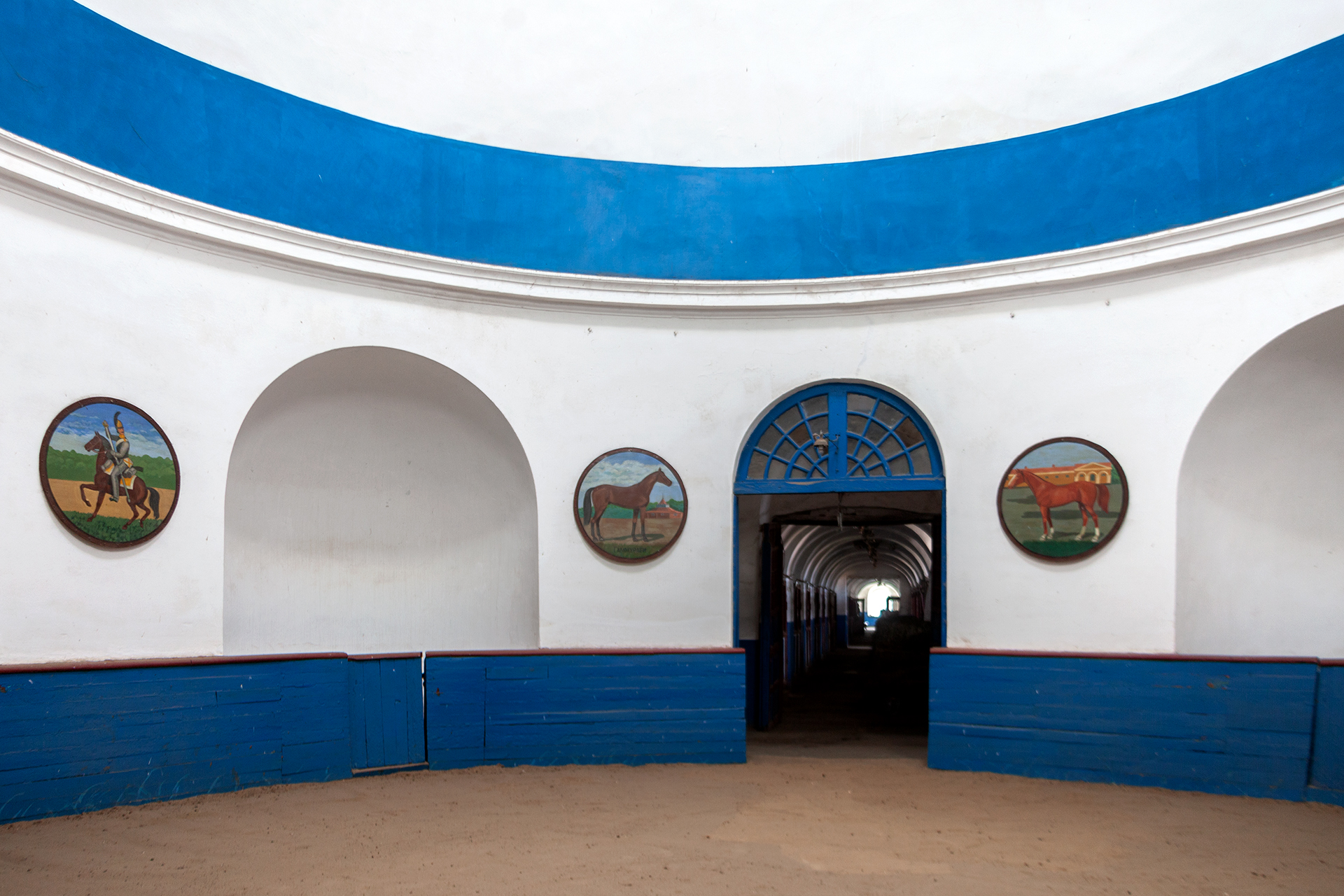
2019 рік
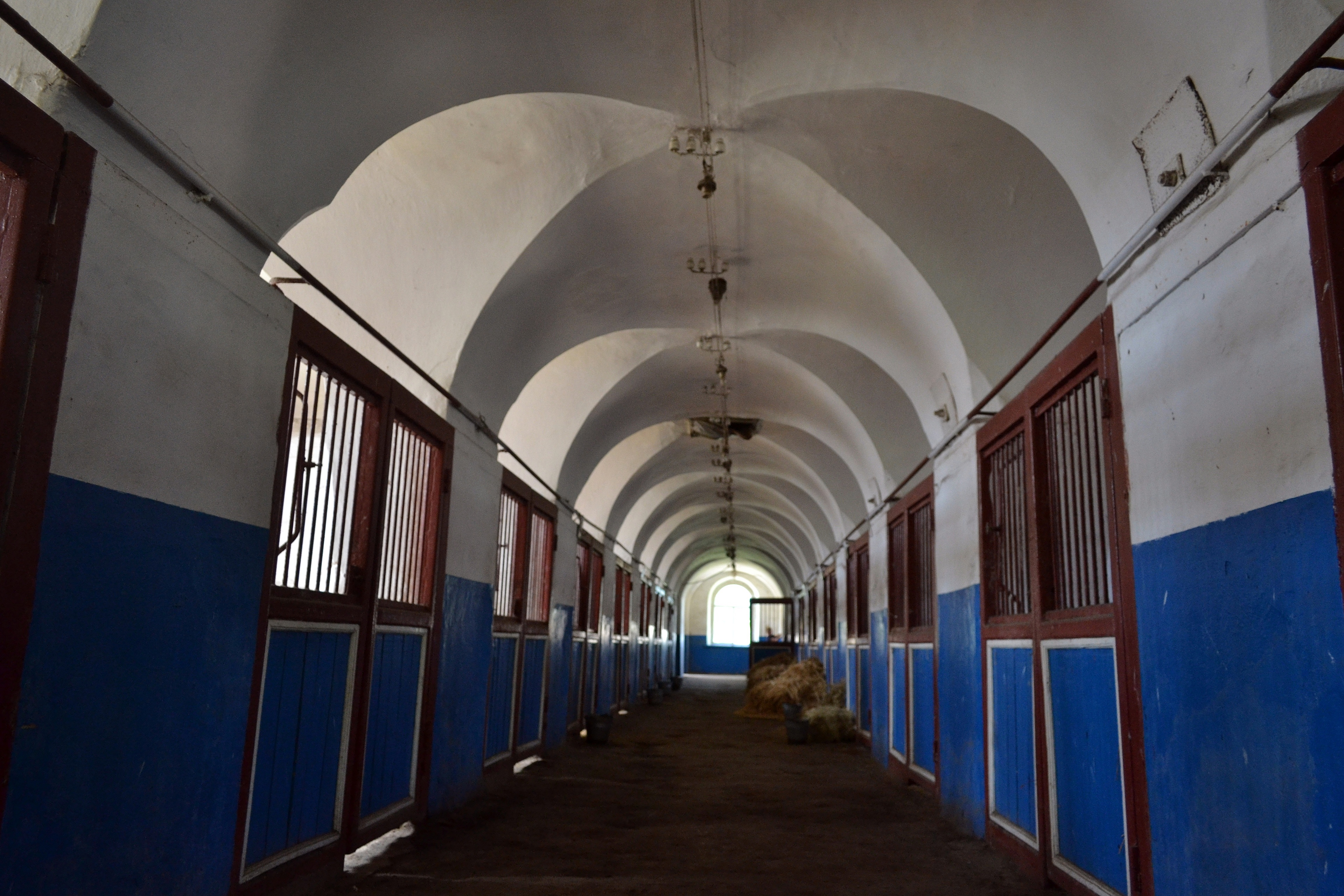
2019 рік

### «Японський» манеж
Зведений 1897 року.

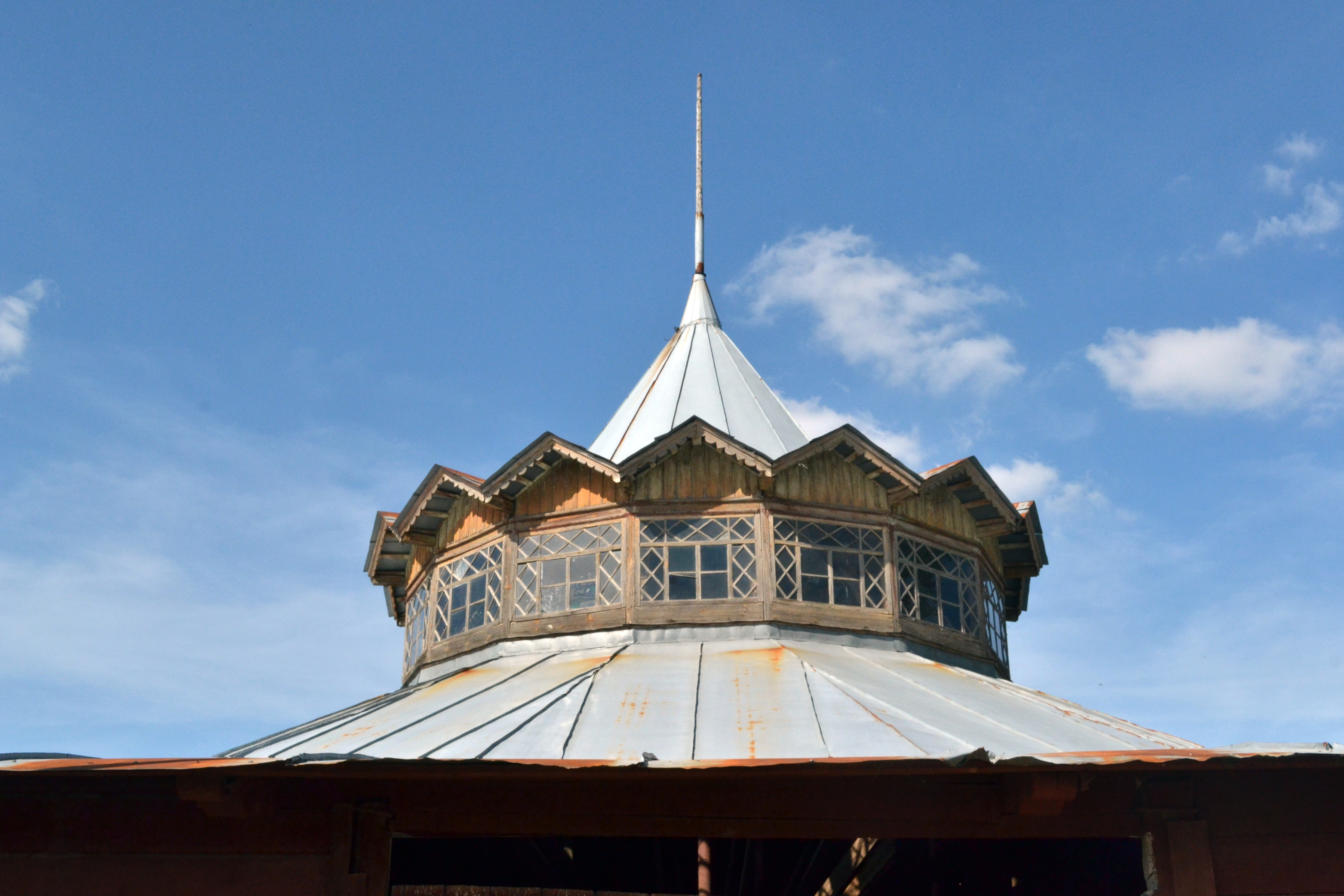
2019 рік
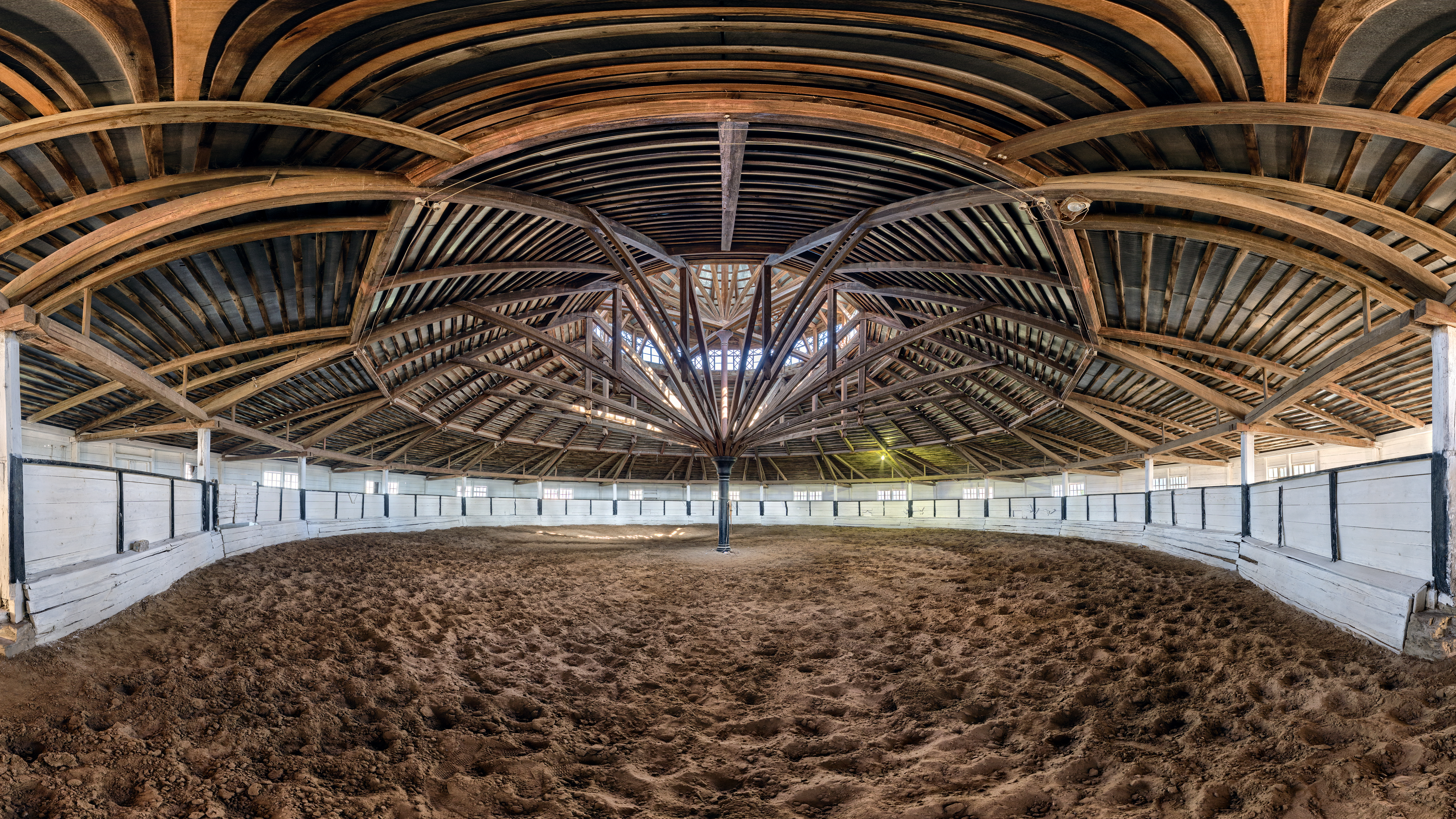
2019 рік
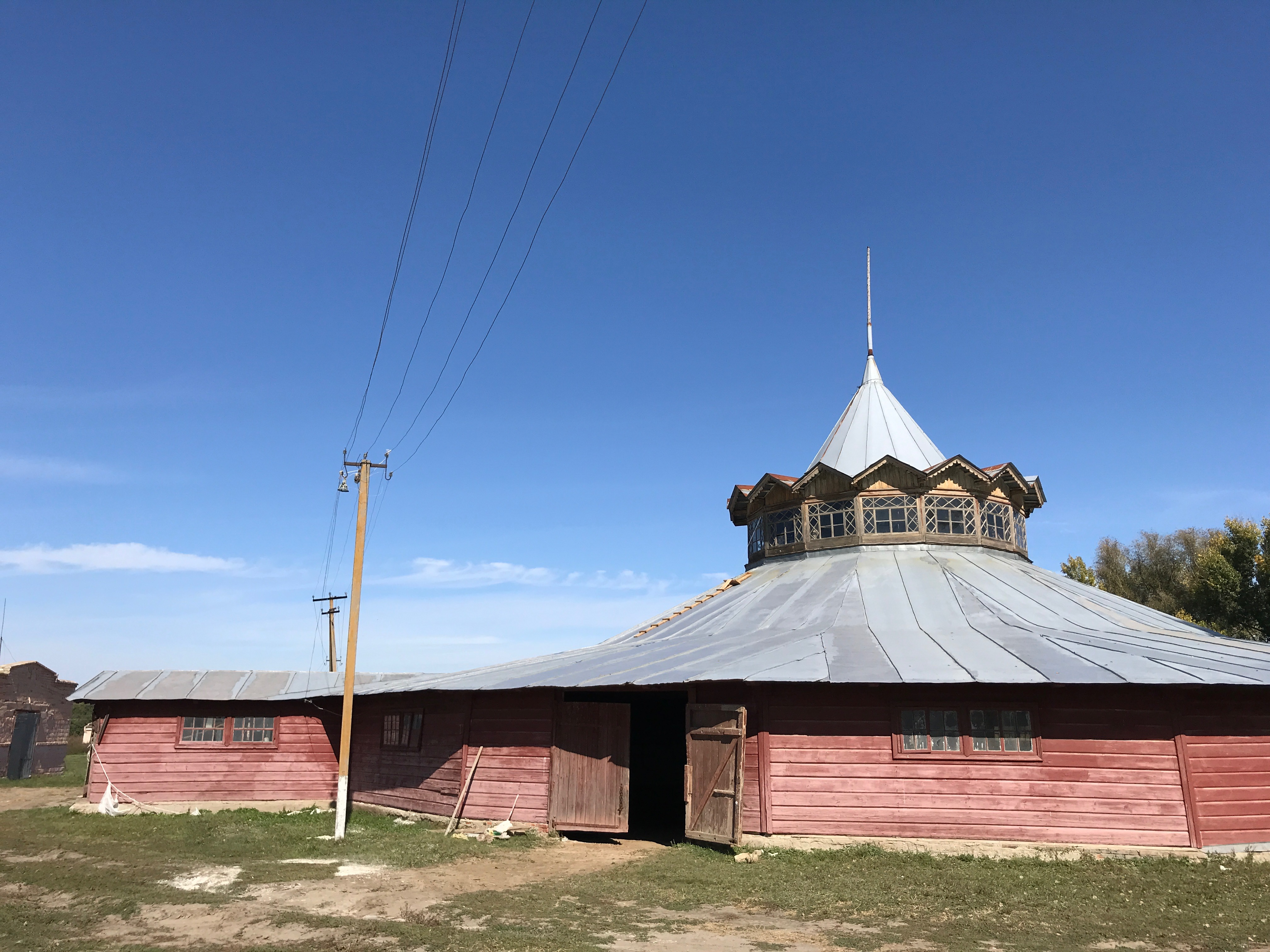
2019 рік
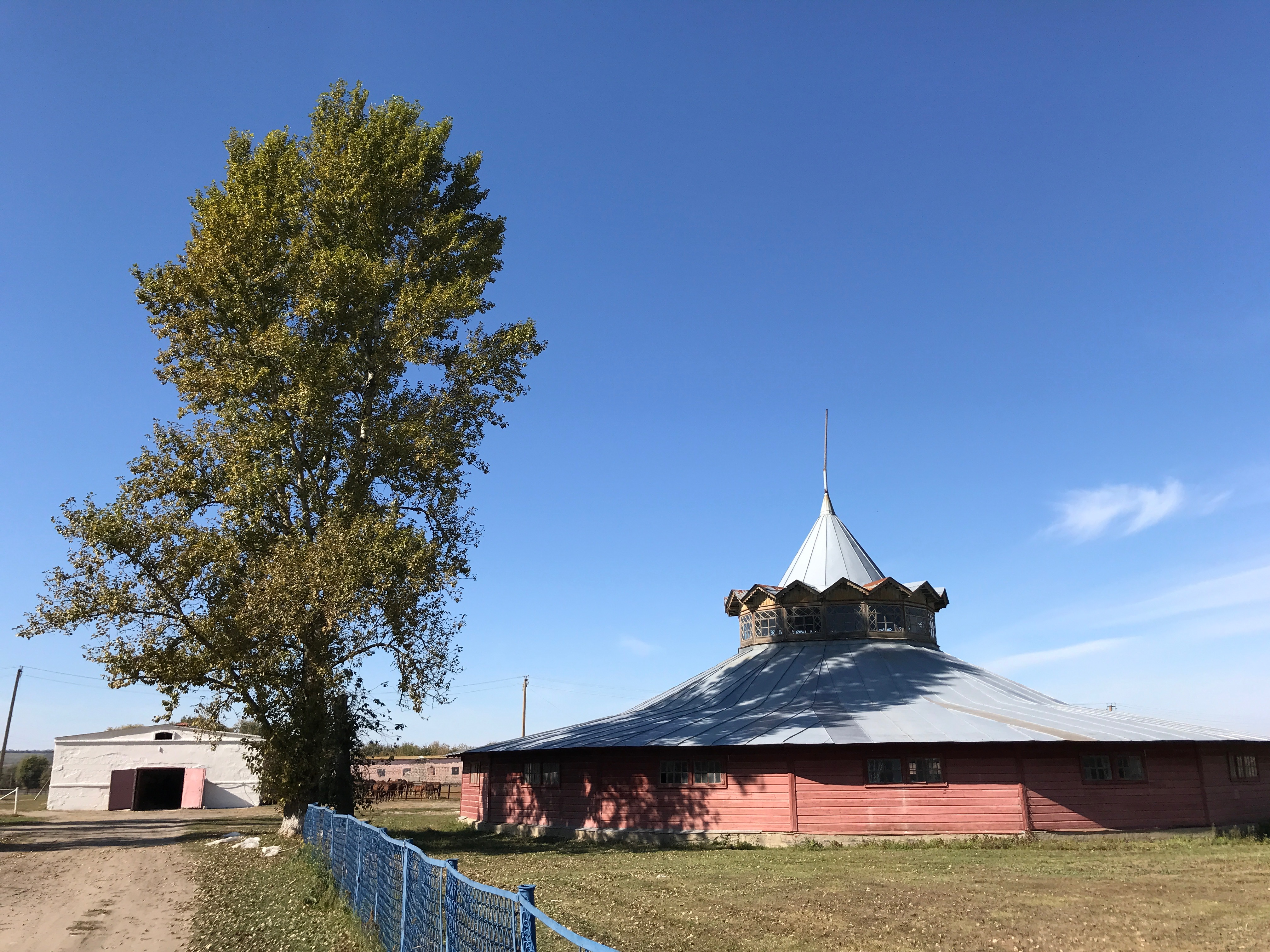
2019 рік

### Будинок контори
Зведений у середині XIX століття.

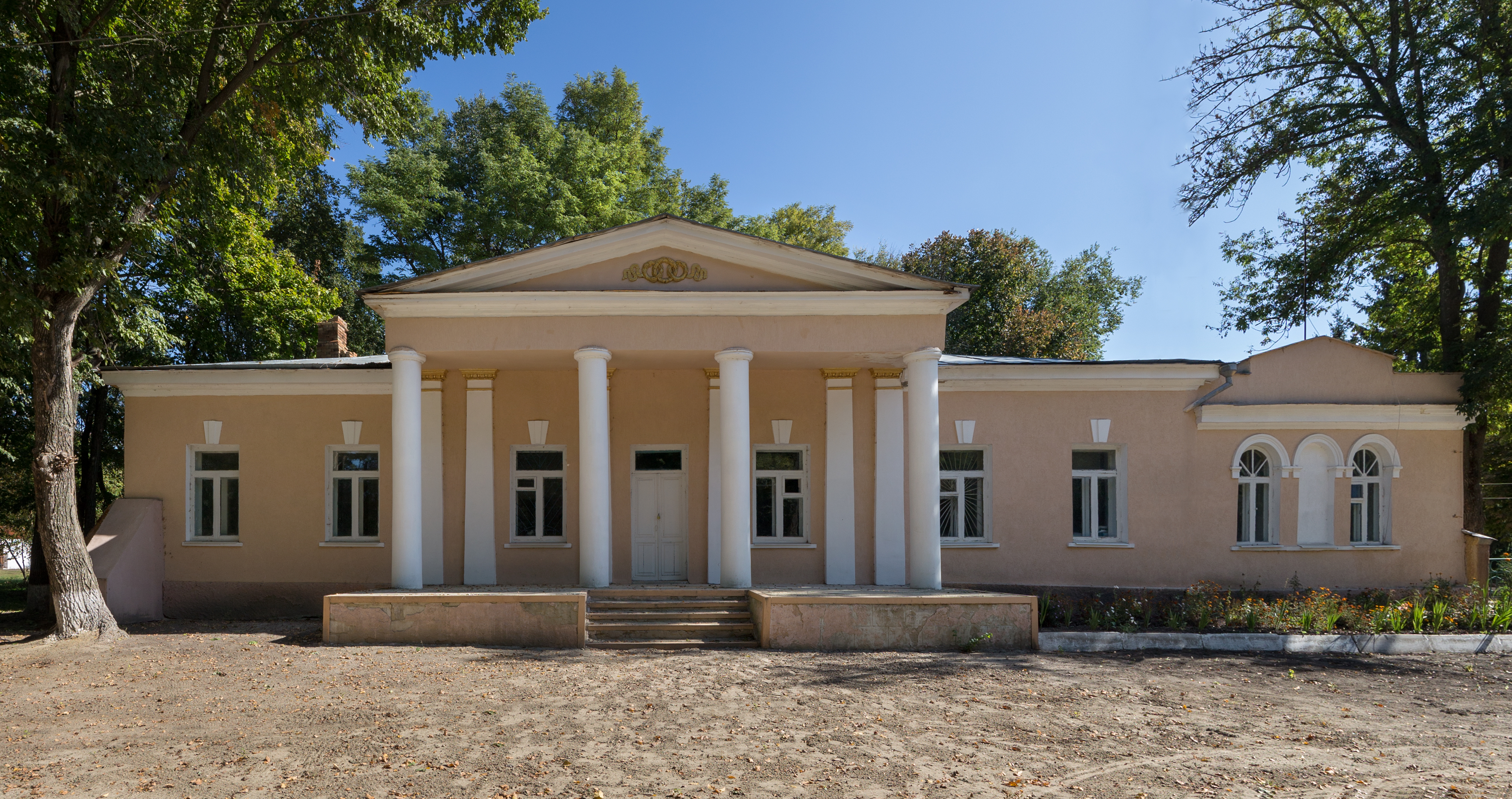
2019 рік
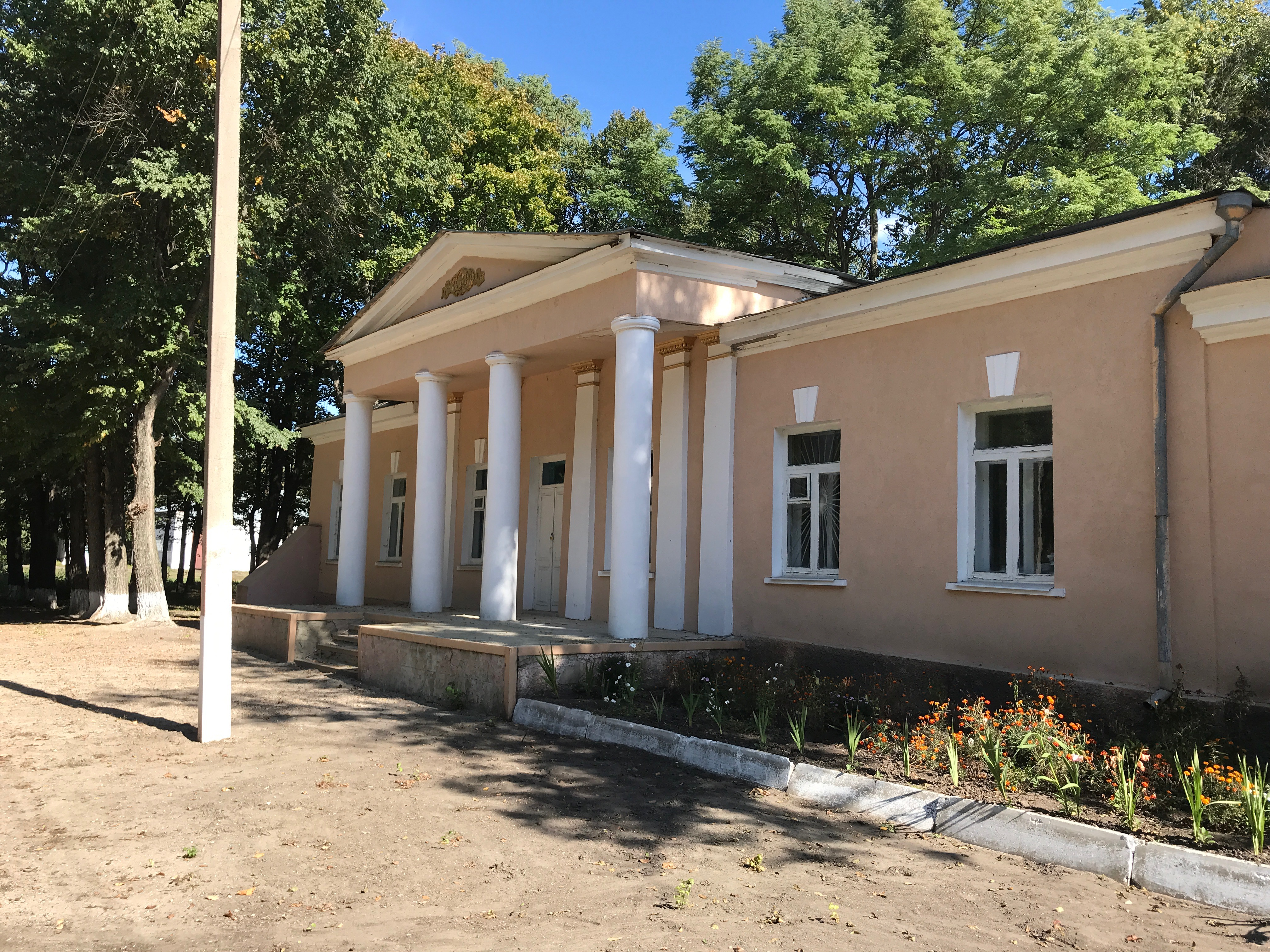
2019 рік